# Paramphichondrius tetradontus
Paramphichondrius tetradontus is een slangster uit de familie Amphiuridae.
De wetenschappelijke naam van de soort werd in 1984 gepubliceerd door Alain Guille & Wim Wolff.